# گلابی ژاپنی
گلابی ژاپنی (با نام رایج جهانی لوکات؛ نام علمی: Eriobotrya japonica) (که در بخشهائی از گیلان
به آن "انبوه" می‌گویند) 
این گیاه از خانوادهٔ گلسرخیان (Rosaceae) و از سردهٔ ازگیل‌ها (Eriobotrya) است.میوهٔ آن طعمی متفاوت از سایر میوه‌ها داشته و بافتی نرم، آبدار و شیرین دارد که هنگام رسیدن کامل و تغییر رنگ به زرد پررنگ، میزان شیرینی آن بیشتر می‌شود. در زبان انگلیسی به آن Loquat گفته می‌شود. این میوه به‌دلیل سازگاری با اقلیم معتدل و مرطوب، در استان‌های مازندران و گیلان بسیار پرطرفدار است. دانهٔ این میوه حدود ۵ درصد پروتئین دارد و طعم میوه در حالت نیم‌رس، ترکیبی از شیرینی و ترشی است که با رسیدن کامل، شیرین‌تر می‌شود.

## تاریخچه
منشأ لوکات از جنوب چین است و از آنجا به ژاپن برده شده‌است (بیش از ۱۰۰۰ سال کشت). "نام کهن این میوه در چینی «لو کوآت» است به معنای نارنج " سمار و در لاتین مدرن «اریو بوتریا جاپونیکا» (اریو = پشم + بوتریاس = خوشه انگور) خوانده می‌شود. نام دیگر آن آلوی شرقی، آلوی چینی و آلوی ژاپنی است.
این میوه به غیر از استان مازندران در استان گیلان نیز کشت می‌شود و در زبان گیلکی بیه پس به آن انبه و گیلکی بیه پیش انبوه نیز می‌گویند. 
در دهه ۳۰ شمسی به این میوه ثریا نیز گفته می‌شد. در فرهنگ دهخدا از آن با عنوان انبهٔ ژاپنی . [اَم ْ ب َ/ب ِ ی ِ پ ُ] (ترکیب وصفی، اِ مرکب) یاد شده که درختی زینتی است که میوهٔ مأکول دارد و در باغات کرج جدیداً کاشته شده‌است.
جدیداً در مناطق مدیترانه ای دلفارد جیرفت پرورش یافته‌است. متأسفانه این میوه به دلیل فرسودگی زود هنگام قابلیت انبار و صادر کردن سختی دارد.

## دلایل نامگذاری مختلف
نام حقیقی این گیاه در محل اصلی روش خود "لو کوآت" یا "لوکات" می‌باشد
در گیلان با نام "انبوه" یا "انبه" شناخته میشود که به گفته برخی بخاطر تکثیر سریع و فراوانی آن در گیلان این نام بر رویش گذاشته شده (همچنین احتمال دارد به دلیل شباهت ظاهری میوه سبز آن به گیاهی موسوم به أربه (خوج وحشی) این نام رویش گذاشته شده باشد که بعداً دستخوش تغییر شده
در دوره گیاهشناسان به اشتباه آن را گیاهی از خانواده سیب و گلابی قرار دادند که سبب تشکیل اسامی جدیدی همچون گلابی جنگلی و... شد